# Tadeusz Kościuszko
Andrzej Tadeusz Kosciuszko Bonawentura (Andrew Thaddeus Bonaventure Kosciuszko; sinh ngày 4 hoặc 12 tháng 2 năm 1746 - mất ngày 15 tháng 10 năm 1817) là một kỹ sư quân sự và chỉ huy quân sự người Ba Lan đã trở thành một anh hùng dân tộc ở Ba Lan, Litva, Belarus, và Hoa Kỳ. Ông đã tham gia chiến đấu trong cuộc chiến tranh của Thịnh vượng chung Ba Lan-Litva trong trận giữa Nga và Phổ, và phía Mỹ trong Chiến tranh Cách mạng Mỹ. Là tư lệnh tối cao của lực lượng vũ trang quốc gia Ba Lan, ông đã lãnh đạo cuộc nổi dậy Kosciuszko năm 1794.
Kosciuszko sinh ra trong tháng 2 năm 1746 tại Ba Lan-Litva, trong một ngôi làng ngày nay nằm trong Belarus; người ta không biết ngày sinh chính xác của ông. Lúc 20, anh đã tốt nghiệp từ Corps of Cadets ở Warsaw, Ba Lan, nhưng sau khi sự bùng nổ của cuộc nội chiến liên quan đến Liên minh Bar năm 1768, Kosciuszko chuyển đến Pháp năm 1769 để theo đuổi nghiên cứu sâu hơn. Ông trở lại Ba Lan năm 1774, hai năm năm sau phân chia Ba Lan lần thứ nhất, làm gia sư trong gia đình Józef Sylwester Sosnowski. Sau khi Kosciuszko cố gắng chạy trốn với con gái chủ nhà và đã bị thuộc hạ của cha cô gái đánh nhừ tử, ông trở về Pháp. Trong năm 1776, Kosciuszko chuyển đến Bắc Mỹ, nơi ông đã tham gia vào Chiến tranh Cách mạng Mỹ với quân hàm đại tá Lục quân Lục địa. Là một kiến trúc sư công binh tài năng, ông đã thiết kế và giám sát xây dựng các công sự tối tân, bao gồm cả những công sự ở West Point, New York. Năm 1783, để ghi nhận những đóng góp của ông, Quốc hội Lục địa đã phong ông hàm chuẩn tướng.
Trở về Ba Lan vào năm 1784, Kosciuszko được phong hàm thiếu tướng quân đội Ba Lan-Litva vào năm 1789. Hai năm sau cuộc chiến tranh Ba Lan-Nga năm 1792 đã dẫn đến phân chia Ba Lan lần thứ hai, ông đã tổ chức và chỉ huy một cuộc nổi dậy chống lại Nga tháng 3 năm 1794. Quân đội Nga đã bắt ông trong trận Maciejowice vào tháng 10 năm 1794. Sự thất bại của cuộc khởi nghĩa Kosciuszko tháng 11 đã dẫn đến việc phân Ba Lan lần thứ ba vào năm 1795, kết thúc sự tồn tại độc lập của Ba Lan trong 123 năm. Năm 1796, sau cái chết của Tsaritsa Catherine Đại đế, Kosciuszko đã được người kế vị Sa hoàng là Pavel I của Nga ân xá và ông đã di cư qua Hoa Kỳ. Là một người bạn thân của Thomas Jefferson, người mà ông có chung những lý tưởng nhân quyền, năm 1798 Kosciuszko đã viết di chúc hiến tài sản Mỹ của mình cho nền giáo dục và tự do của người nô lệ Mỹ. Ông đã trở về châu Âu và sống ở Thụy Sĩ cho đến khi qua đời. Việc thực hiện di chúc của ông tỏ ra khó khăn và quỹ từ số tiền ông để lại đã không được sử dụng đúng mục đích như ông đã ghi trong chúc thư.